# Albert Galliton Harrison
Albert Galliton Harrison (* 26. Juni 1800 in Mount Sterling, Montgomery County, Kentucky; † 7. September 1839 in Fulton, Missouri) war ein US-amerikanischer Politiker. Zwischen 1835 und 1839 vertrat er den Bundesstaat Missouri im US-Repräsentantenhaus.

## Werdegang
Nach der Grundschule besuchte Albert Harrison bis 1820 die Transylvania University in Lexington. Nach einem anschließenden Jurastudium und seiner Zulassung als Rechtsanwalt begann er in Mount Sterling in diesem Beruf zu arbeiten. 1827 verlegte er seine Kanzlei und seinen Wohnsitz nach Fulton in Missouri. Im Jahr 1828 war er Mitglied im Leitungsgremium der US-Militärakademie in West Point. Zwischen 1829 und 1835 gehörte er auch der Kommission an, die Ländereien aus vormals spanischem Besitz neu aufteilte.
Politisch war Harrison ein Anhänger von Präsident Andrew Jackson und wurde Mitglied der von diesem 1828 gegründeten Demokratischen Partei. Bei den Kongresswahlen des Jahres 1834 wurde er im ersten Wahlbezirk von Missouri in das US-Repräsentantenhaus in Washington, D.C. gewählt, wo er am 4. März 1835 die Nachfolge von John Bull antrat. Nach zwei Wiederwahlen konnte er bis zu seinem Tod am 7. September 1839 im Kongress verbleiben. Er wurde auf dem Kongressfriedhof in Washington beigesetzt.
Nach ihm ist das Harrison County in Missouri benannt.